# Eupithecia albisecta
Euphitecia albisecta es una especie de polilla de la familia Geometridae. La especie fue descrita por primera vez por George Hampson habiendo sido descrita en 1911, con distribución en Colombia. El holotipo de la especie fue descrita a aproximadamente 5800 metros (19 028,9 pies).